# Canton de Mas-Cabardès

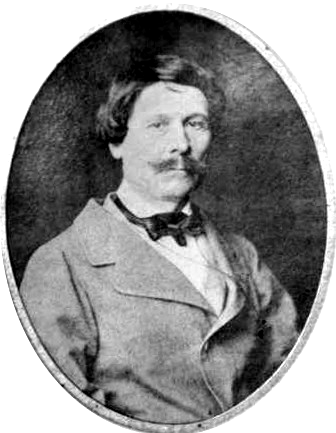
Jacques-Alphonse Mahul (1795-1871) conseiller général de 1833 à 1836 et de 1842 à 1848.

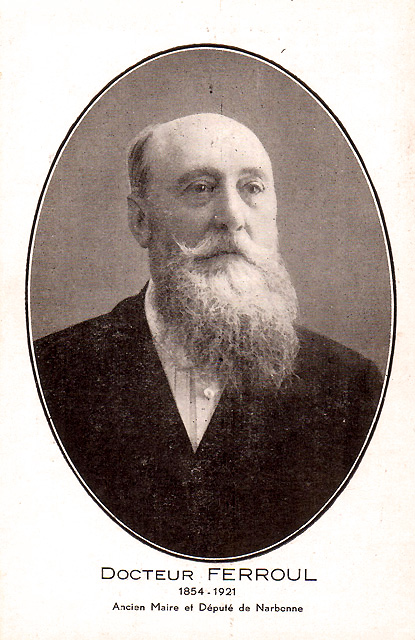
Ernest Ferroul (1853-1921) conseiller général de 1901 à 1913.

Le canton de Mas-Cabardès est une ancienne division administrative française située dans le département de l'Aude.

## Géographie
Ce canton était organisé autour de Mas-Cabardès dans l'arrondissement de Carcassonne. Son altitude variait de 163 m (Lastours) à 1 207 m (Pradelles-Cabardès) pour une altitude moyenne de 499 m.

## Histoire
Le 11 novembre 1789 l'Assemblée nationale décida que la France serait partagée en un certain nombre de départements, eux-mêmes subdivisés en cantons. Dans l'Aude le canton de Mas-Cabardès a été défini par le rapport des Commissaires déposé le 29 janvier 1790, en application de la loi du 22 décembre 1789. Son existence prit effet le 4 mars 1790.
Le canton de Mas-Cabardès est supprimé en mars 2015, à la suite du décret du 21 février 2014, en application des lois du 17 mai 2013 (loi organique 2013-402 et loi 2013-403).
Les communes de ce canton rejoignent le nouveau canton de Villemoustaussou à l'exception de la commune de Trassanel qui rejoint le nouveau canton de Rieux-Minervois.

## Représentation

### Conseillers généraux de 1833 à 2015
| Période    | Période      | Identité                           | Étiquette        | Qualité |
| ---------- | ------------ | ---------------------------------- | ---------------- | --- |
| 1833       | 1836         | Jacques Alphonse Mahul             | Droite           | Maître des requêtes au Conseil d'État puis préfet Député (1831-1834 et 1846-1848)                                   |
| 1836       | 1842         | Louis-Antoine Cathala de Roquefère |                  | Ancien capitaine d'artillerie, Roquefère                                                                            |
| 1842       | 1848         | Jacques-Alphonse Mahul             | Droite           | Maître des requêtes au Conseil d'État puis préfet Directeur de la police du royaume Député (1831-1834 et 1846-1848) |
| avril 1848 | août 1848    | Louis-Hyacinthe Miailhe            |                  | Propriétaire à Conques-sur-Orbiel                                                                                   |
| 1848       | 1850 (décès) | Jacques Vincent Estève de Pujol    | Parti de l'ordre | Ancien maire de Cuxac-Cabardès                                                                                      |
| 1850       | 1859 (décès) | Jovin Cassaing                     |                  | Juge de paix à Caudebronde                                                                                          |
| 1859       | 1871         | Jacques Arnaud de Roquefère        |                  | Maire de Roquefère                                                                                                  |
| 1871       | 1889         | Louis Albert                       | Républicain      | Maire de Lastours                                                                                                   |
| 1889       | 1895         | Justin Brieu                       | Rad.             | Médecin Maire de Mas-Cabardès                                                                                       |
| 1895       | 1901         | Fernand Roger                      | Républicain      | Manufacturier Maire de Lastours                                                                                     |
| 1901       | 1913         | Ernest Ferroul                     | Socialiste SFIO  | Médecin Maire de Narbonne Député (1888-1893 et 1899-1902)                                                           |
| 1913       | 1919         | Fernand Roger                      | Rad.             | Manufacturier Maire de Lastours                                                                                     |
| 1919       | 1931         | Victor Martin (1860-1944)          | Rad.             | Régisseur Maire de Mas-Cabardès                                                                                     |
| 1931       | 1936 (décès) | Vincent Bru                        | Rad.             | Médecin à Mas-Cabardès Conseiller d'arrondissement                                                                  |
| 1937       | 1940         | Antoine Courrière                  | SFIO             | Notaire, Cuxac-Cabardès                                                                                             |
|            |              |                                    |                  | |
| 1942       | 1945         | Fernand Montagné                   | Rad.             | Conseiller d'arrondissement Adjoint au maire de Lastours Nommé conseiller départemental en 1942                     |
|            |              |                                    |                  | |
| 1945       | 1974 (décès) | Antoine Courrière                  | SFIO puis PS     | Sénateur (1946-1974) Maire de Cuxac-Cabardès (1953-1974)                                                            |
| 1974       | 1992         | Roger Bels (1921-2001)             | PS               | Maire de Roquefère                                                                                                  |
| 1992       | 2015         | Francis Bels                       | PS               | Attaché commercial Maire de Roquefère                                                                               |

### Conseillers d'arrondissement (de 1833 à 1940)
| Période                                  | Période      | Identité                        | Étiquette   | Qualité |
| ---------------------------------------- | ------------ | ------------------------------- | ----------- | --- |
| 1833                                     | 1839         | Jacques Bousquet fils           |             | Négociant, maire de Mas-Cabardès                                                                            |
| 1839                                     | 1845         | Jean-Baptiste Sicard            |             | Juge de paix, propriétaire à Labastide-Esparbairenque                                                       |
| 1845                                     | 1848         | M. Boyer                        |             | |
|                                          |              |                                 |             | |
| 1889                                     | 1904         | M. Thomas                       | Républicain | |
| 1904                                     | 1908 (décès) | Raymond Sablairoles (1874-1908) | Radical     | Propriétaire à Mas-Cabardès                                                                                 |
| 20 déc. 1908                             |              | Léopold Rousset                 | Radical     | Maire de Miraval-Cabardès                                                                                   |
| 1922                                     | 1925         | M. Pujade                       | Radical     | Instituteur à Castelnau-d'Aude, propriétaire à Pradelles-Cabardès                                           |
| 1925                                     | 1931         | Vincent Bru                     | Radical     | Médecin à Mas-Cabardès                                                                                      |
| 1931                                     | 1940         | Fernand Montagné                | Radical     | Adjoint au maire de Lastours                                                                                |
| 1940                                     |              |                                 |             | Les conseils d'arrondissement ont été suspendus par la loi du 12 octobre 1940 et n'ont jamais été réactivés |
| Les données manquantes sont à compléter. |              |                                 |             | |

## Composition
Le canton de Mas-Cabardès regroupait quinze communes. 
| Nom                      | Code Insee | Intercommunalité        | Superficie (km2) | Population (dernière pop. légale) | Densité (hab./km2) |
| ------------------------ | ---------- | ----------------------- | ---------------- | --------------------------------- | ------------------ |
| Mas-Cabardès (chef-lieu) | 11222      | CC de la Montagne Noire | 9,09             | 186 (2014)                        | 20                 |
| Caudebronde              | 11079      | CC de la Montagne Noire | 6,22             | 190 (2014)                        | 31                 |
| Fournes-Cabardès         | 11154      | CC de la Montagne Noire | 12,45            | 56 (2014)                         | 4,5                |
| Les Ilhes                | 11174      | CC de la Montagne Noire | 4,16             | 51 (2014)                         | 12                 |
| Labastide-Esparbairenque | 11180      | CC de la Montagne Noire | 16,77            | 85 (2014)                         | 5,1                |
| Lastours                 | 11194      | CC de la Montagne Noire | 2,80             | 161 (2014)                        | 58                 |
| Les Martys               | 11221      | CC de la Montagne Noire | 19,18            | 271 (2014)                        | 14                 |
| Miraval-Cabardès         | 11232      | CC de la Montagne Noire | 12,16            | 36 (2014)                         | 3                  |
| Pradelles-Cabardès       | 11297      | CC de la Montagne Noire | 20,61            | 150 (2014)                        | 7,3                |
| Roquefère                | 11319      | CC de la Montagne Noire | 8,06             | 72 (2014)                         | 8,9                |
| Salsigne                 | 11372      | CC de la Montagne Noire | 11,48            | 400 (2014)                        | 35                 |
| La Tourette-Cabardès     | 11391      | CC de la Montagne Noire | 5,03             | 20 (2014)                         | 4                  |
| Trassanel                | 11395      | CA Carcassonne Agglo    | 4,34             | 32 (2014)                         | 7,4                |
| Villanière               | 11411      | CC de la Montagne Noire | 7,04             | 156 (2014)                        | 22                 |
| Villardonnel             | 11413      | CC de la Montagne Noire | 16,63            | 504 (2014)                        | 30                 |

## Démographie
| 1962  | 1968  | 1975  | 1982  | 1990  | 1999  | 2006  | 2011  | 2012  |
| ----- | ----- | ----- | ----- | ----- | ----- | ----- | ----- | ----- |
| 3 432 | 3 170 | 2 629 | 2 303 | 2 130 | 2 108 | 2 319 | 2 382 | 2 379 |